# اکراس زیتونی
اکراس زیتونی (نام علمی: Bostrychia olivacea) نام یک گونه از سرده نوک‌خمیده‌ها است.